# Доброхотов, Василий Александрович
Василий Александрович Доброхотов (29 декабря 1913, Гжатский уезд, Смоленская губерния — 7 августа 2002, Москва) — советский слесарь, Герой Социалистического Труда (1966).

## Биография
Василий Александрович Доброхотов родился 29 декабря 1913 года в деревне Малохомино (ныне — Гагаринский район Смоленской области). Окончил семь классов школы. С 1931 года жил в Москве, работал слесарем на заводе «Котлострой». Избирался депутатом Моссовета. В 1941 году Доброхотов был призван на службу в Рабоче-Крестьянскую Красную Армию и направлен на фронт Великой Отечественной войны. В боях был тяжело ранен и демобилизован по состоянию здоровья.
С октября 1942 года до самого выхода на пенсию Доброхотов работал слесарем-механиком на Московском приборостроительном заводе «Манометр». Занимался обучением молодых специалистов, руководил заводским советом наставников.
Указом Президиума Верховного Совета СССР от 2 июля 1966 года за «выдающиеся достижения в развитии машиностроения, высокие технико-экономические показатели» Василий Александрович Доброхотов был удостоен высокого звания Героя Социалистического Труда с вручением ордена Ленина и медали «Серп и Молот».
В 1970 году Доброхотов вышел на пенсию, получил статус персонального пенсионера союзного значения. Проживал в Москве.
Был также награждён орденом Отечественной войны 2-й степени и рядом медалей.
Жил в Москве. Умер 7 августа 2002 года.